# Jan Kysela (fotbalista)
Jan Kysela (* 17. prosince 1985) je český fotbalový obránce či záložník hrající v středočeském klubu FK Mladá Boleslav, jehož je odchovancem.

## Klubová kariéra
S Mladou Boleslaví dosáhl také svého největšího úspěchu, kterým je druhé místo v ligové sezóně 2005/06. V následující sezóně 2006/07 a 2007/08 se probojoval do Poháru UEFA, kde odehrál 11 utkání a vstřelil 1 gól.
Na jaře 2010 jej získala na půlroční hostování SK Slavia Praha. Po jeho vypršení se vrátil do FK Mladá Boleslav.
V sezóně 2010/11 a 2015/16 se stal vítězem českého fotbalového poháru s týmem FK Mladá Boleslav.
V sezóně 2012/13 se probojoval s Mladou Boleslaví do finále českého fotbalového poháru proti Jablonci. Zápas dospěl po remíze 2:2 do penaltového rozstřelu, který mladoboleslavští prohráli poměrem 4:5.
V sezóně 2018/19 ukončil svou profesionální fotbalovou kariéru a odešel do klubu SK Benátky nad Jizerou, účastníka ČFL.

## Reprezentační kariéra
Kysela má za sebou také působení v české reprezentaci do 21 let. Zúčastnil se Mistrovství Evropy ve fotbale hráčů do 21 let 2007, kde ČR skončila po zápasech s Anglií (0:0), Srbskem (prohra 0:1) a Itálií (prohra 1:3) se ziskem 1 bodu na poslední čtvrté příčce základní skupiny B.